# Crowded House
A Crowded House 1985-ben alapított ausztrál rock együttes Melbourne-ből. Az 1991-ben megjelent Woodface című albumuk szerepel az 1001 lemez, amit hallanod kell, mielőtt meghalsz című könyvben.

## Diszkográfia
- Crowded House  (1986)
- Temple of Low Men  (1988)
- Woodface  (1991)
- Together Alone  (1993)
- Time on Earth  (2007)
- Intriguer  (2010)

## Fordítás
- Ez a szócikk részben vagy egészben  a   Crowded House című angol Wikipédia-szócikk fordításán alapul.  Az eredeti cikk szerkesztőit annak laptörténete sorolja fel. Ez a jelzés csupán a megfogalmazás eredetét és a szerzői jogokat jelzi, nem szolgál a cikkben szereplő információk forrásmegjelöléseként.